# Augustin Janssens
Pour les articles homonymes, voir Janssens.
Augustin Janssens, né le 24 septembre 1930 à Saint-Gilles, est un joueur de football international belge retraité depuis 1961. Il jouait au poste d'attaquant.

## Carrière
Augustin Janssens rejoint les équipes de jeunes de l'Union Saint-Gilloise en 1942. Quatre ans plus tard, il est intégré au noyau de l'équipe première. En 1948 et 1949, il est appelé à cinq reprises en équipe nationale des moins de 19 ans. Régulièrement titulaire dans son club, il dispute neuf rencontres avec les « Diables Rouges » entre 1952 et 1956, inscrivant un but lors d'un déplacement aux Pays-Bas le 19 avril 1953.
En 1958, il quitte l'Union pour rejoindre le rival ancestral du Daring Club de Bruxelles, tout juste relégué en deuxième division. Deux ans plus tard, le club remporte le titre et remonte en Division 1. Augustin Janssens s'en va alors pour l'Olympic Charleroi, où il joue encore une saison parmi l'élite avant de mettre un terme à sa carrière au haut niveau en 1961.

## Palmarès
- 1 fois champion de Belgique de Division 2 en 1960 avec le Daring Club de Bruxelles.

## Statistiques
| Saison                | Club                  | Championnat           | Championnat | Championnat | Coupe(s) nationale(s) | Coupe(s) nationale(s) | Total | Total |
| Saison                | Club                  | Division              | M.          | B.          | M.                    | B.                    | M.    | B.    |
| 1945-1946             | Union Saint-Gilloise  | Division 1            | -           | -           | 0                     | 0                     | 0     | 0     |
| 1946-1947             | Union Saint-Gilloise  | Division 1            | -           | -           | 0                     | 0                     | 0     | 0     |
| 1947-1948             | Union Saint-Gilloise  | Division 1            | -           | -           | 0                     | 0                     | 0     | 0     |
| 1948-1949             | Union Saint-Gilloise  | Division 1            | -           | -           | 0                     | 0                     | 0     | 0     |
| 1949-1950             | Union Saint-Gilloise  | Division 1            | -           | -           | 0                     | 0                     | 0     | 0     |
| 1950-1951             | Union Saint-Gilloise  | Division 1            | -           | -           | 0                     | 0                     | 0     | 0     |
| 1951-1952             | Union Saint-Gilloise  | Division 1            | -           | -           | 0                     | 0                     | 0     | 0     |
| 1952-1953             | Union Saint-Gilloise  | Division 1            | -           | -           | 0                     | 0                     | 0     | 0     |
| 1953-1954             | Union Saint-Gilloise  | Division 1            | -           | -           | 0                     | 0                     | 0     | 0     |
| 1954-1955             | Union Saint-Gilloise  | Division 1            | -           | -           | 0                     | 0                     | 0     | 0     |
| 1955-1956             | Union Saint-Gilloise  | Division 1            | -           | -           | 0                     | 0                     | 0     | 0     |
| 1956-1957             | Union Saint-Gilloise  | Division 1            | -           | -           | 0                     | 0                     | 0     | 0     |
| 1957-1958             | Union Saint-Gilloise  | Division 1            | -           | -           | 0                     | 0                     | 0     | 0     |
| Sous-total            | Sous-total            | Sous-total            | -           | -           | -                     | -                     | 0     | 0     |
| 1958-1959             | Daring CB             | Division 2            | -           | -           | 0                     | 0                     | 0     | 0     |
| 1959-1960             | Daring CB             | Division 2            | -           | -           | 0                     | 0                     | 0     | 0     |
| Sous-total            | Sous-total            | Sous-total            | -           | -           | -                     | -                     | 0     | 0     |
| 1960-1961             | Olympic Charleroi     | Division 1            | -           | -           | 0                     | 0                     | 0     | 0     |
| Sous-total            | Sous-total            | Sous-total            | -           | -           | -                     | -                     | 0     | 0     |
| Total sur la carrière | Total sur la carrière | Total sur la carrière | 0           | 0           | 0                     | 0                     | 0     | 0     |

## Sélections internationales
Augustin Janssens compte dix sélections en équipe nationale belge, pour neuf matches joués et un but inscrit. Il dispute son premier match avec les « Diables Rouges » le 25 décembre 1952 face à la France et son dernier le 11 mars 1956 contre la Suisse.
Le tableau ci-dessous reprend toutes les sélections d'Augustin Janssens. Les matches qu'il ne joue pas sont indiqués en italique. Le score de la Belgique est toujours indiqué en gras.
| Date       | Compétition                                  | Adversaire           | Lieu      | Score | Remarque    |
| ---------- | -------------------------------------------- | -------------------- | --------- | ----- | ----------- |
| 25/12/1952 | Match amical                                 | France               | Colombes  | 0-1   |             |
| 19/03/1953 | Match amical                                 | Espagne              | Barcelone | 3-1   |             |
| 19/04/1953 | Match amical                                 | Pays-Bas             | Amsterdam | 0-2   | But inscrit |
| 14/05/1953 | Match amical                                 | Yougoslavie          | Bruxelles | 1-3   |             |
| 22/05/1953 | Éliminatoires Coupe du monde 1954 (Groupe 2) | Finlande             | Helsinki  | 2-4   |             |
| 28/05/1953 | Éliminatoires Coupe du monde 1954 (Groupe 2) | Suède                | Stockholm | 2-3   |             |
| 23/09/1953 | Éliminatoires Coupe du monde 1954 (Groupe 2) | Finlande             | Bruxelles | 2-2   |             |
| 22/11/1953 | Match amical                                 | Suisse               | Zurich    | 2-2   |             |
| 11/03/1956 | Match amical                                 | Suisse               | Bruxelles | 1-3   |             |
| 23/12/1956 | Match amical                                 | Allemagne de l'Ouest | Cologne   | 4-1   |             |